# Harmon-Dämpfer

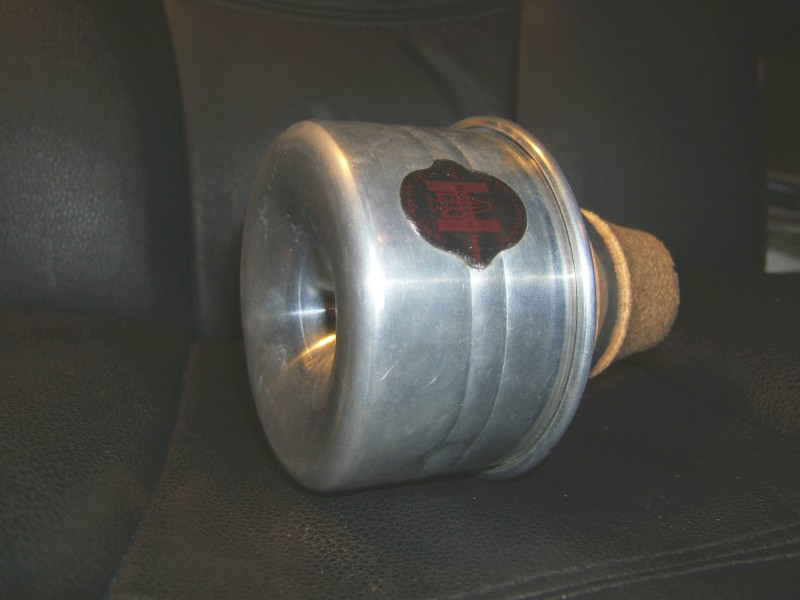
Harmon-Dämpfer ohne Stem aus Aluminium

Der Wah-Wah-Dämpfer (auch nach dem ersten Hersteller Harmon-Dämpfer genannt) ist ein Dämpfer für Blechblasinstrumente, vor allem für Trompete, seltener für Posaune. Der Dämpfer besteht aus einem Metallkorpus, der in den Schalltrichter des Instruments eingesetzt wird und durch einen Korkring abdichtet. Somit kann die Luft aus dem Instrument nur durch die kleine Öffnung am Ende des Dämpfers entweichen. Da die Luft komplett durch den Dämpfer geführt wird und nicht daran vorbeigeleitet wird (wie beispielsweise bei Straight- und Cup-Dämpfern), gehört der Harmon-Dämpfer zu den geschlossenen Dämpfern.
Da über die kleine Öffnung nur wenig Schall abgestrahlt wird, klingt der Dämpfer sehr leise, wenngleich die obertonreiche Klangfarbe einen metallisch scharfen Charakter hat. Der Ton klingt nach ee und weniger nach dem offenen aa, d. h. die Formanten des Klanges verschieben sich. Der markante und doch sanfte Klang erlangte im Jazz große Beliebtheit und wurde vor allem durch den Trompeter Miles Davis berühmt.
Der Harmon-Dämpfer besteht meistens aus Aluminium oder auch aus Kupfer. Anfangs nur von der gleichnamigen Firma hergestellt, ist dieser Dämpfer inzwischen in unterschiedlichen Formen und unter verschiedenen Bezeichnungen (z. B. Bubble Mute) im Programm vieler Hersteller.
Mit eingesetztem Stem wird der Dämpfer als Wah-Wah-Dämpfer bezeichnet, da durch das Öffnen und Schließen sowie durch das Hinein- und Hinausziehen des Stems der Ton moduliert wird und so der sogenannte Wah-Wah-Effekt entsteht. Es existiert für die Verwendung ohne den Stem die Bezeichnung Wee-Zee-Dämpfer. Diese Klangfarbe wurde besonders von Miles Davis genutzt.

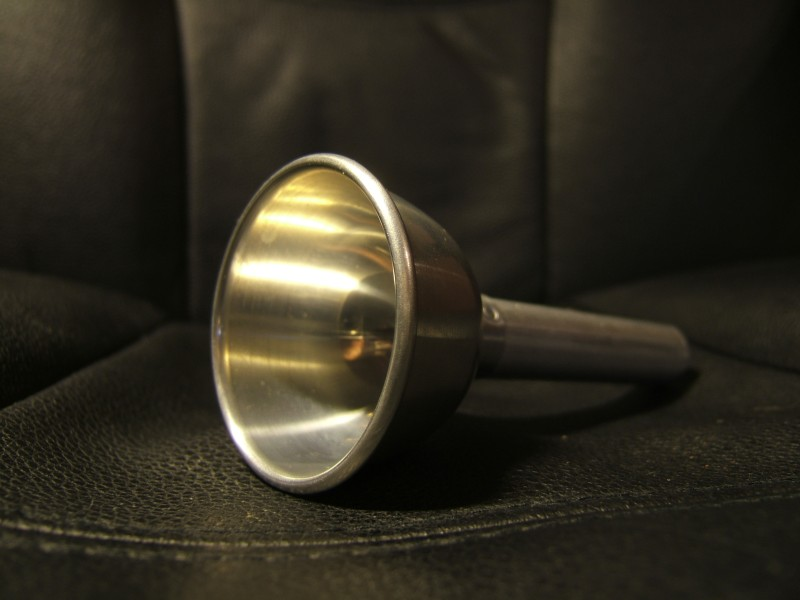
Stem
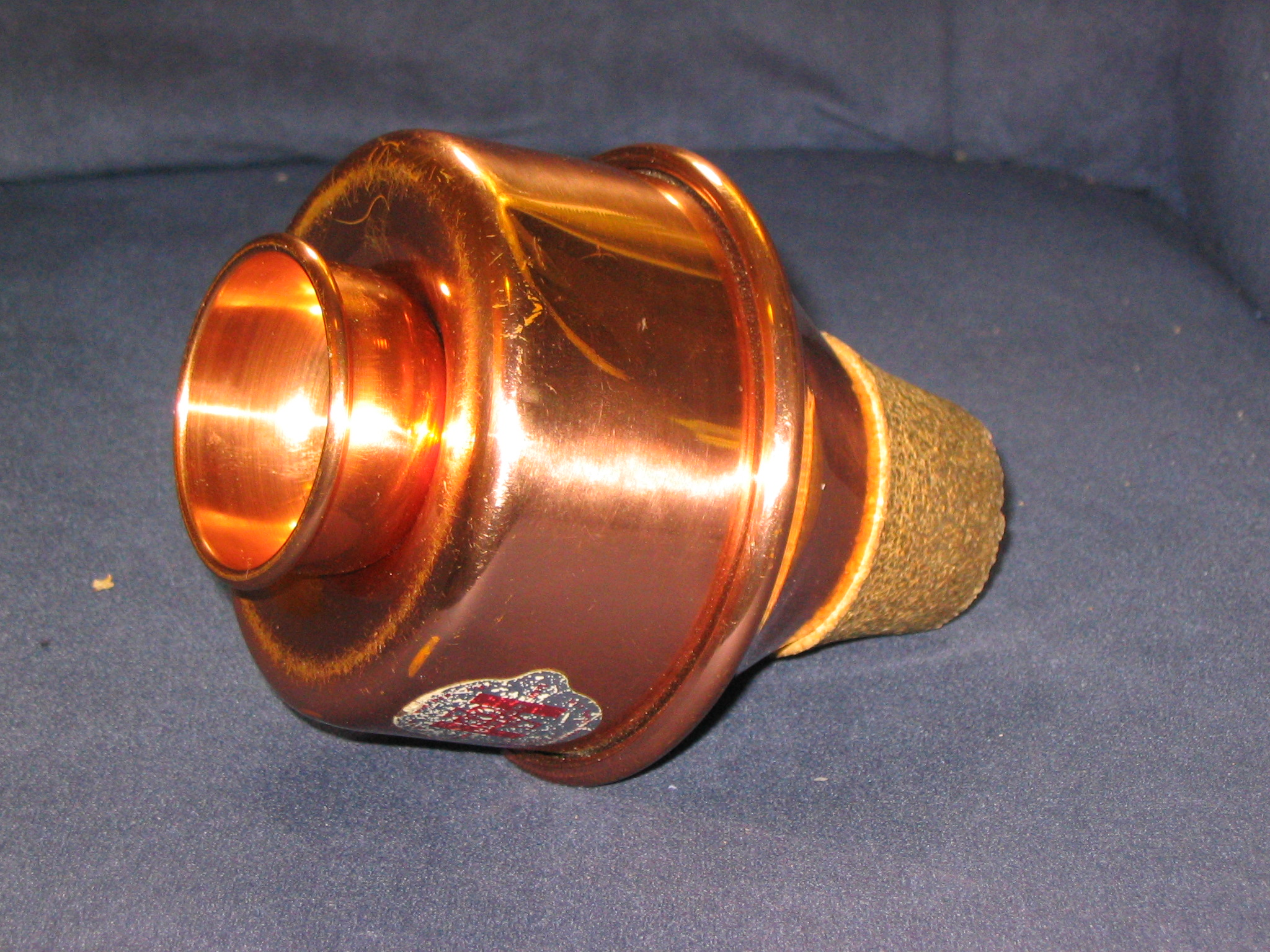
Harmon-Dämpfer mit eingesetztem Stem aus Kupfer